# 田中龍児
田中 龍児（たなか りょうじ）は、日本の工学者。博士（工学）。第一工科大学教授（2024年現在）。
専門は、測量、空間情報工学、土木工学、交通工学。著書に『測量学Ⅱ』（岡林巧 堤隆 山田貴浩と共著、コロナ社、2012年）がある。

## 経歴
- 1974年3月 鹿児島県立甲南高等学校卒業[3]
- 1978年3月 鹿児島大学工学部化学工学科卒業[2]
- 1979年3月 鹿児島測量専門学校測量科卒業[2]
- 1984年 - 建設省国土地理院部外研究員
- 2008年3月 鹿児島大学大学院理工学研究科博士後期課程修了[1]
- 2005年 - 2012年 鹿児島大学工学部非常勤講師[2]
- 2011年 - 鹿児島工業高等専門学校非常勤講師[2]
- 2012年 - 第一工業大学工学部自然環境工学科教授[1][2]
- 2023年 - 第一工科大学工学部環境エネルギー工学科教授
- 2024年 - 第一工科大学退職
- 2024年 - 個人事業CLAS代表

## 所属学会
2018年時点
- 日本測量協会
- 日本写真測量学会
- 土木学会
- 社会地質学会